# 牡丹叶当归
牡丹叶当归（学名：Angelica paeoniifolia），为伞形科当归属下的一个种。

## 扩展阅读
維基物種上的相關：牡丹叶当归